# Карл-Ульріх Нойманн-Нойроде
Карл-Ульріх Нойманн-Нойроде (нім. Karl-Ulrich Neumann-Neurode; 27 червня 1876 — 1958, Дюссельдорф) — німецький офіцер, генерал-лейтенант вермахту.

## Біографія
17 березня 1894 року поступив на службу в Імперську армію. 18 серпня 1895 року комісований як другий лейтенант гренадерського полку №10. Учасник Першої світової війни. Після демобілізації армії залишений у рейхсвері. З 1 вересня 1929 року — командир 11-го (Саксонського) піхотного полку. З 1 жовтня 1931 року — піхотний керівник 2. 31 січня 1933 року вийшов у відставку. Перед початком Другої світової війни мобілізований. З 1 вересня 1939 року — комендант Потсдама. З 17 вересня 1939 року — комендант тилу 586-ї армійської області. З 1 березня 1940 року — виконувач обов'язків командира 228-ї піхотної дивізії. З 8 листопада 1940 по 15 липня 1942 року — начальник військово-адміністративного округу «Південно-Західна Франція». 30 вересня 1942 року звільнений у відставку.

## Звання
- Фанен-юнкер (17 березня 1894)
- Другий лейтенант (18 серпня 1895)
- Оберлейтенант
- Гауптман
- Майор
- Оберстлейтенант (1 жовтня 1923)
- Оберст (1 квітня 1928)
- Генерал-майор (1 листопада 1931)
- Генерал-лейтенант запасу (31 січня 1933)
- Генерал-лейтенант до розпорядження (1 вересня 1940)

## Нагороди
- Залізний хрест 2-го і 1-го класу
- Королівський орден дому Гогенцоллернів, лицарський хрест з мечами
- Князівський орден дому Гогенцоллернів, почесний хрест 3-го класу з мечами
- Орден Фрідріха (Вюртемберг), лицарський хрест 1-го класу з мечами
- Медаль «За відвагу» (Гессен)
- Ганзейський Хрест (Гамбург)
- Орден дому Саксен-Ернестіне, лицарський хрест 1-го класу з мечами
- Нагрудний знак «За поранення» в чорному
- Хрест «За вислугу років» (Пруссія)
- Почесний хрест ветерана війни з мечами